# Henry Dombrain
Henry Honywood Dombrain (parfois d'Ombrain), né à Londres en 1818 et mort en 1905, est un botaniste et mycologue anglais spécialiste des fleurs d'ornement.

## Quelques publications
- 1862 : The Floral Magazine: Comprising Figures and Descriptions of Popular Garden Flowers sur Internet Archive
- 1873 : The gladiolus: its history, cultivation, and exhibition, éd. L. Reeve & Co, 56 pp.
- 1908 : Roses for amateurs;: A practical guide to the selection and cultivation of the best roses for exhibition or garden decoration, éd. Gill; 3e éd. complétée, 116 pp.
- 2009 : The Gladiolus, Its History, Cultivation and Exhibition: -1873, éd. Cornell University Library, 78 pp.
- 2009 : Roses For Amateurs: A Practical Guide For The Selection And Cultivation Of The Best Roses For Exhibition Or Garden Decoration (1908), réédité par Kessinger Publishing, 128 pp.  (ISBN 1-104-46028-9)

## Distinctions
- 1897 : médaille Victoria de l'honneur